# Роосна-Аллику (природный парк)
Ро́осна-А́ллику (эст. Roosna-Alliku maastikukaitseala) — природный парк (ландшафтный заповедник) в Эстонии.

## Географическое положение
Природный парк Роосна-Аллику находится на территории посёлка Роосна-Аллику и деревни Алликъярве, муниципалитет Пайде, уезд Ярвамаа.

## Описание
Общая площадь природного парка — 43 гектара, из них площадь внутренних водоёмов — 5,2 гектара.

## История
Началом создания природного парка Роосна-Аллику стало решение № 15 Исполкома Совета народных депутатов Пайдеского района Эстонской ССР от 26 января 1981 года «О принятии на учёт новых природоохранных объектов», которым были приняты под охрану государства Холодные родники Роосна-Аллику (эст. Roosna-Alliku Külmaallikad). В 1991 году постановлением № 173 Правления уезда Ярвамаа от 18 сентября 1991 года «Утверждение перечня природоохранных объектов Ярвамаа» и постановлением № 217 Правления уезда Ярвамаа от 13 ноября 1991 года «Утверждение перечня водоохранных объектов Пандивереской Государственной водоохранной зоны и инструкций по их использованию» охранная зона была расширена. C 2003 года природный парк Роосна-Аллику входит в состав нитраточувствительной зоны Пандивере и Адавере-Пыльтсамаа, а холодные родники Роосна-Аллику признаны важнейшими родниками.
Инструкция по охране природного парка Роосна-Аллику была принята постановлением Правительства Эстонской Республики № 214 от 11 августа 2005 года.
В настоящее время целью охраны природного парка Роосна-Аллику является защита природных мест обитания в связи с открывающимися в регионе родниками на основе исполнения директивы Европейского Союза 92/43 об охране природных мест обитания, дикой флоры и фауны в Европе.